# Jan Wojtowicz
Jan Wojtowicz (ur. 13 lipca 1913 w Warszawie, zm. 24 grudnia 1992 w Kanadzie) – polski chemik, uczestnik powstania warszawskiego, ps. „Wojtek”.

## Życiorys
W 1933 roku ukończył Państwowe Gimnazjum im. Stefana Batorego w Warszawie. W 1946 roku ukończył studia na Wydziale Chemii Politechniki Warszawskiej. 
W czasie powstania warszawskiego służył w kompanii Agatona batalionu „Pięść”, później w patrolu łącznikowym dowódcy Grupy Północ. Po kapitulacji znalazł się w obozie jenieckim jako ordynans szefa sztabu Komendy Głównej Armii Krajowej gen. Tadeusza Pełczyńskiego. 
Po wyzwoleniu wyjechał do Francji i Wielkiej Brytanii. Po powrocie pracował na Wydziale Chemii Politechniki Warszawskiej. W 1970 roku wyemigrował do Kanady, gdzie wykładał na Uniwersytecie w Ottawie. 

## Ordery i odznaczenia
- Virtuti Militari[2]